# Ben Keating
Benjamin Edwards "Ben" Keating, född den 18 augusti 1971 i Texas är en amerikansk racerförare.